# ملعب ليتزيغروند
ملعب ليتزيغروند (بالإنجليزية: Letzigrund)‏ ملعب كرة قدم يقع في زيورخ في سويسرا، وهو ملعب نادي زيورخ.
افتتح الملعب في 22 فبراير 1925.
استضاف الملعب ثلاث مباريات في كأس الأمم الأوروبية لكرة القدم 2008.

## معرض صور

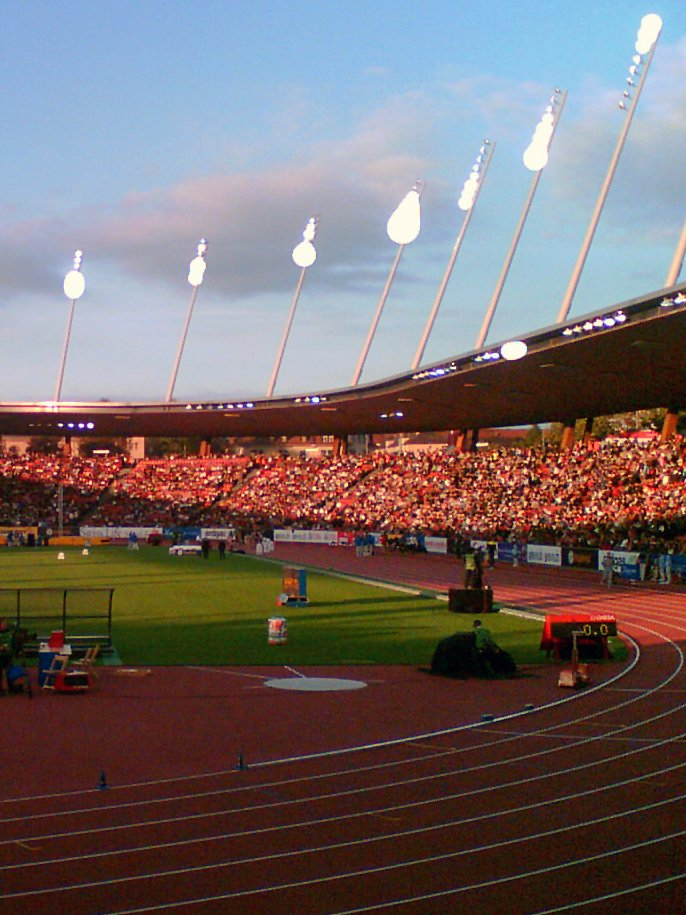
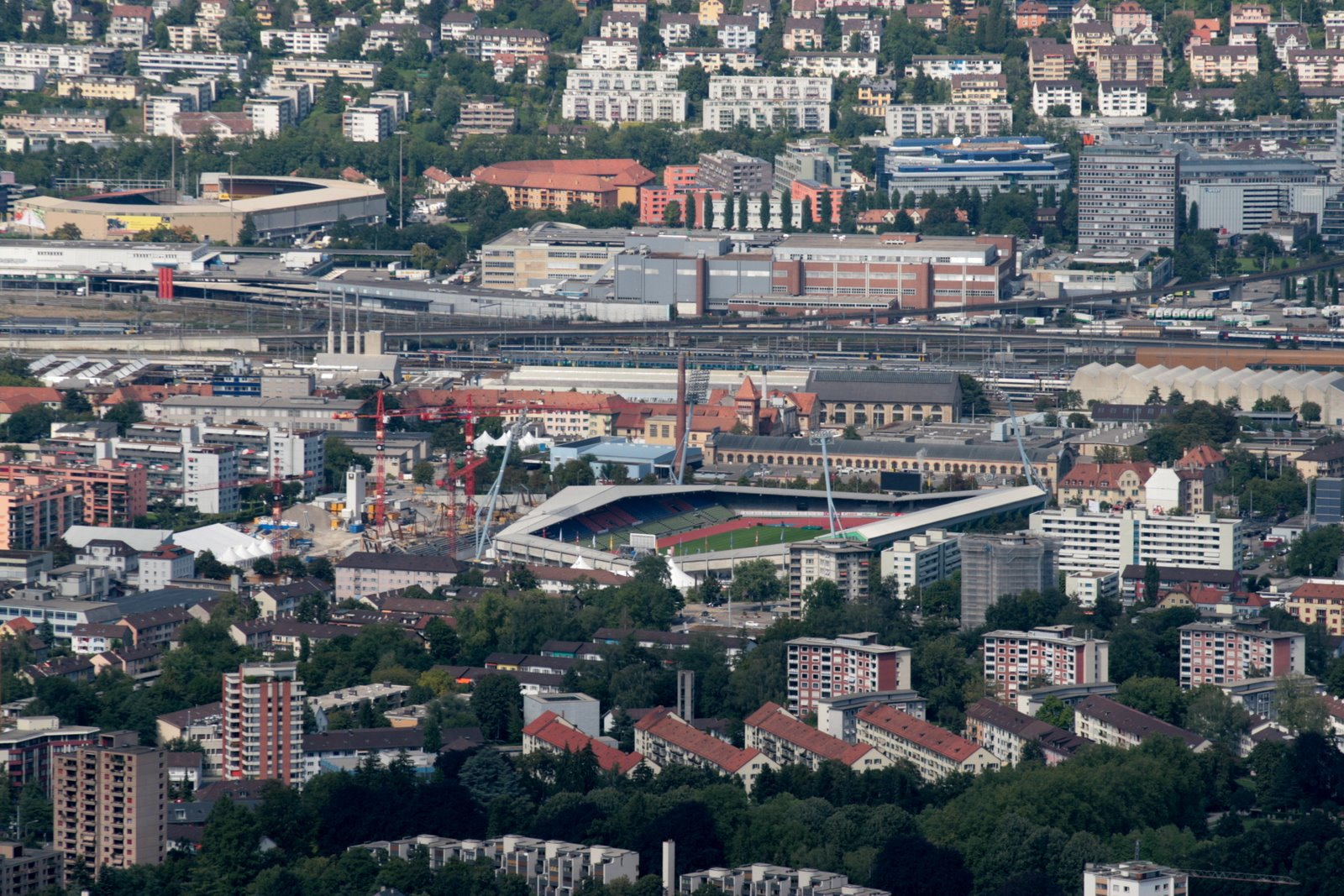
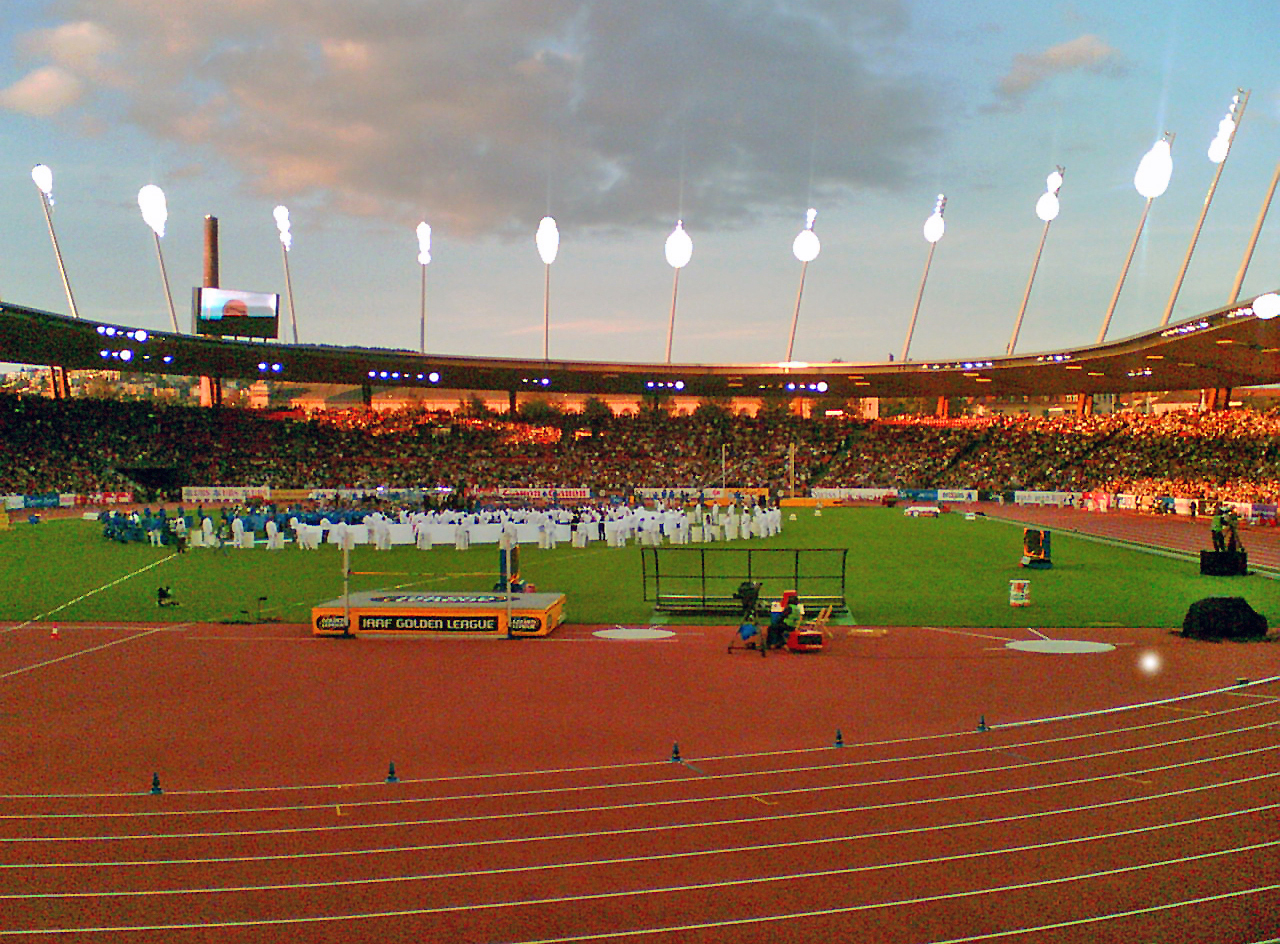
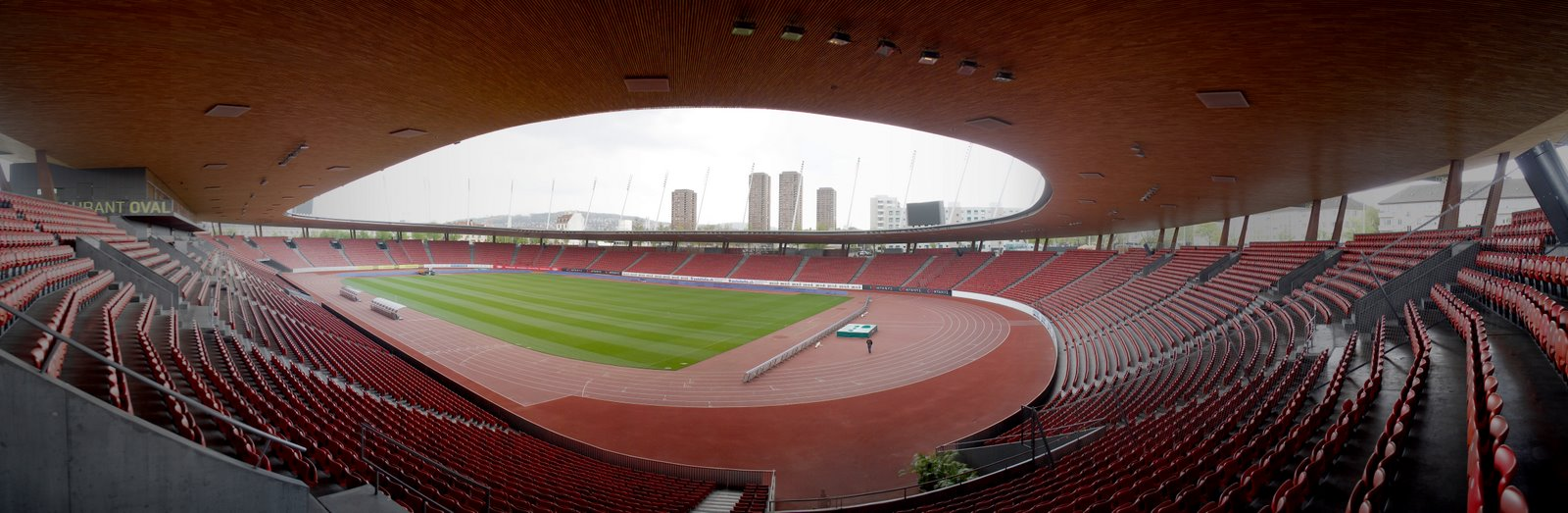
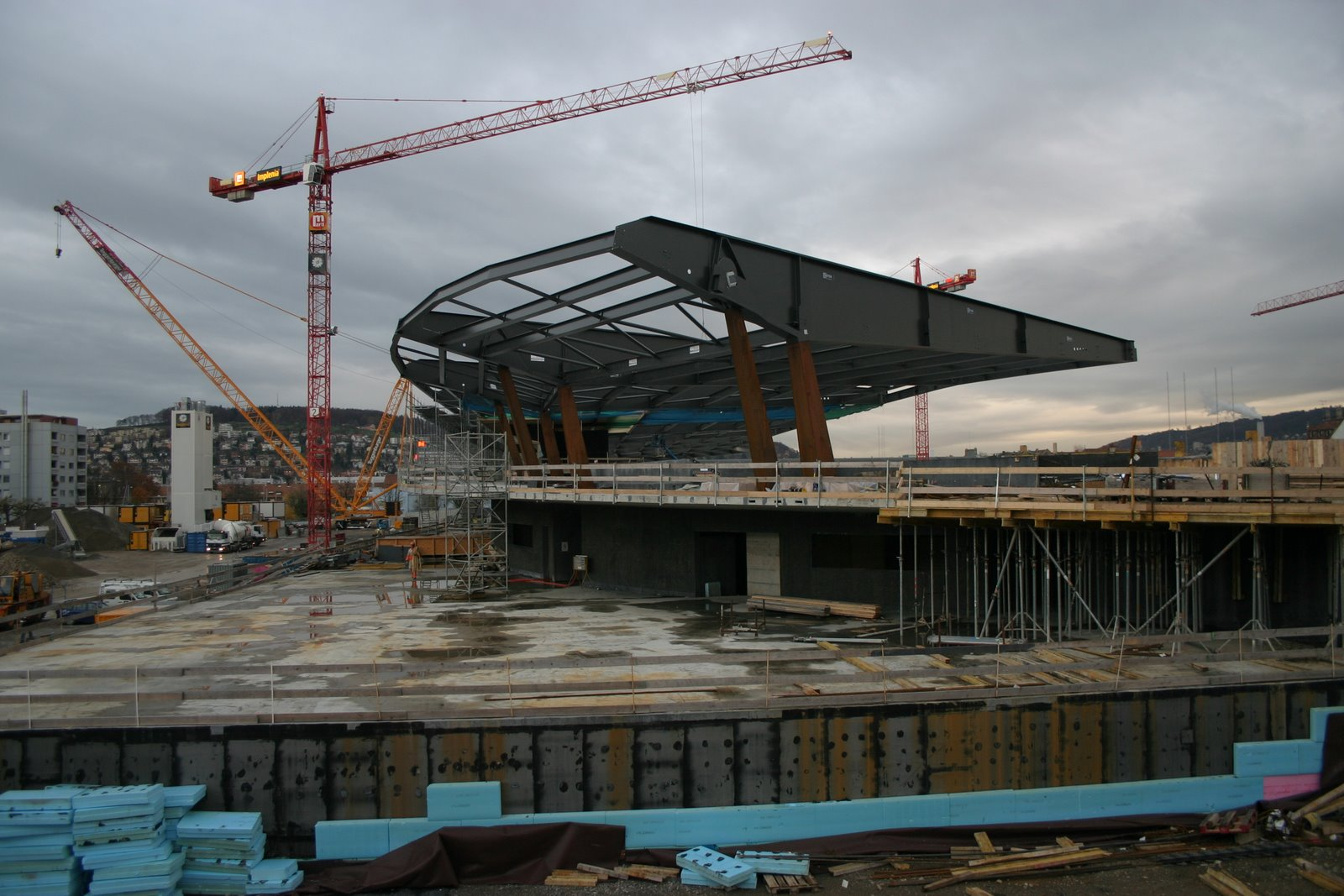
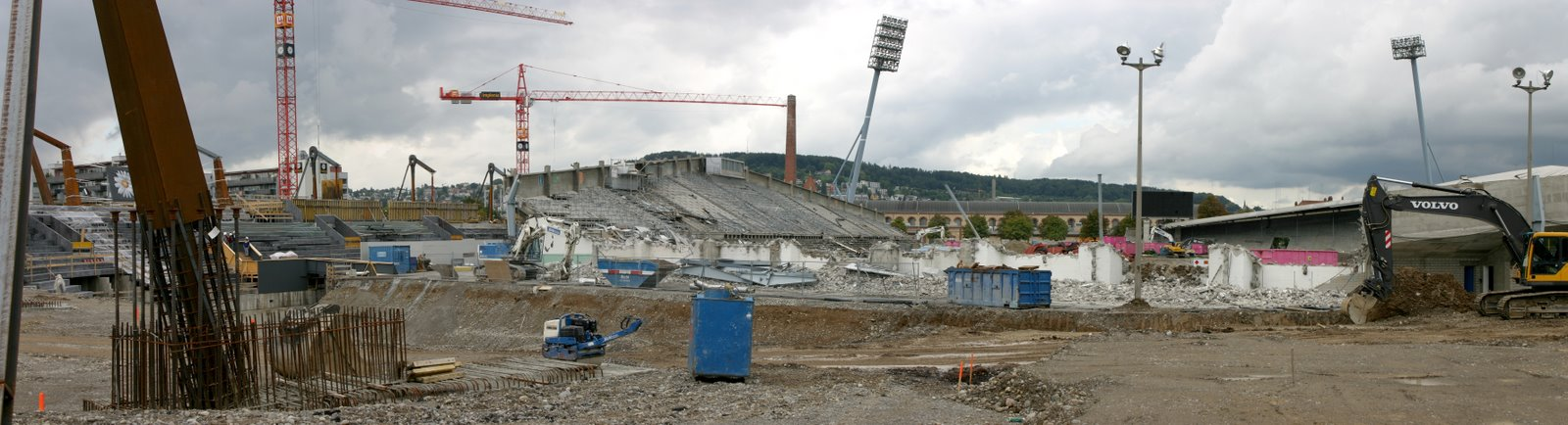